# 圣马可美第奇赌场

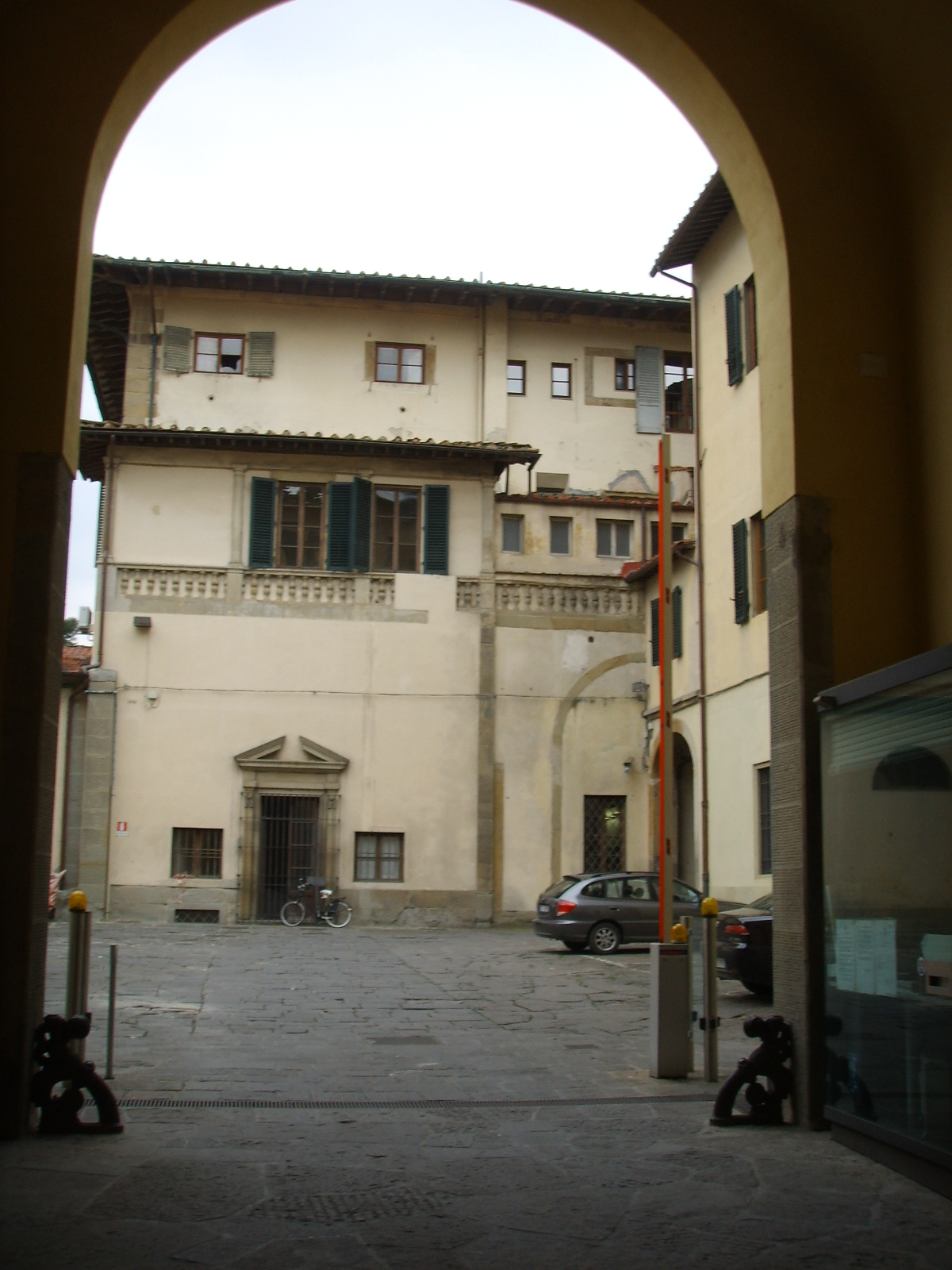
进入庭院

圣马可美第奇赌场（Casino Mediceo di San Marco）是一座晚期文艺复兴或风格主义风格的宫殿，位于意大利托斯卡纳大区佛罗伦萨的加富尔街（Via Cavour）57号，圣加洛街（via San Gallo）转角。

## 历史

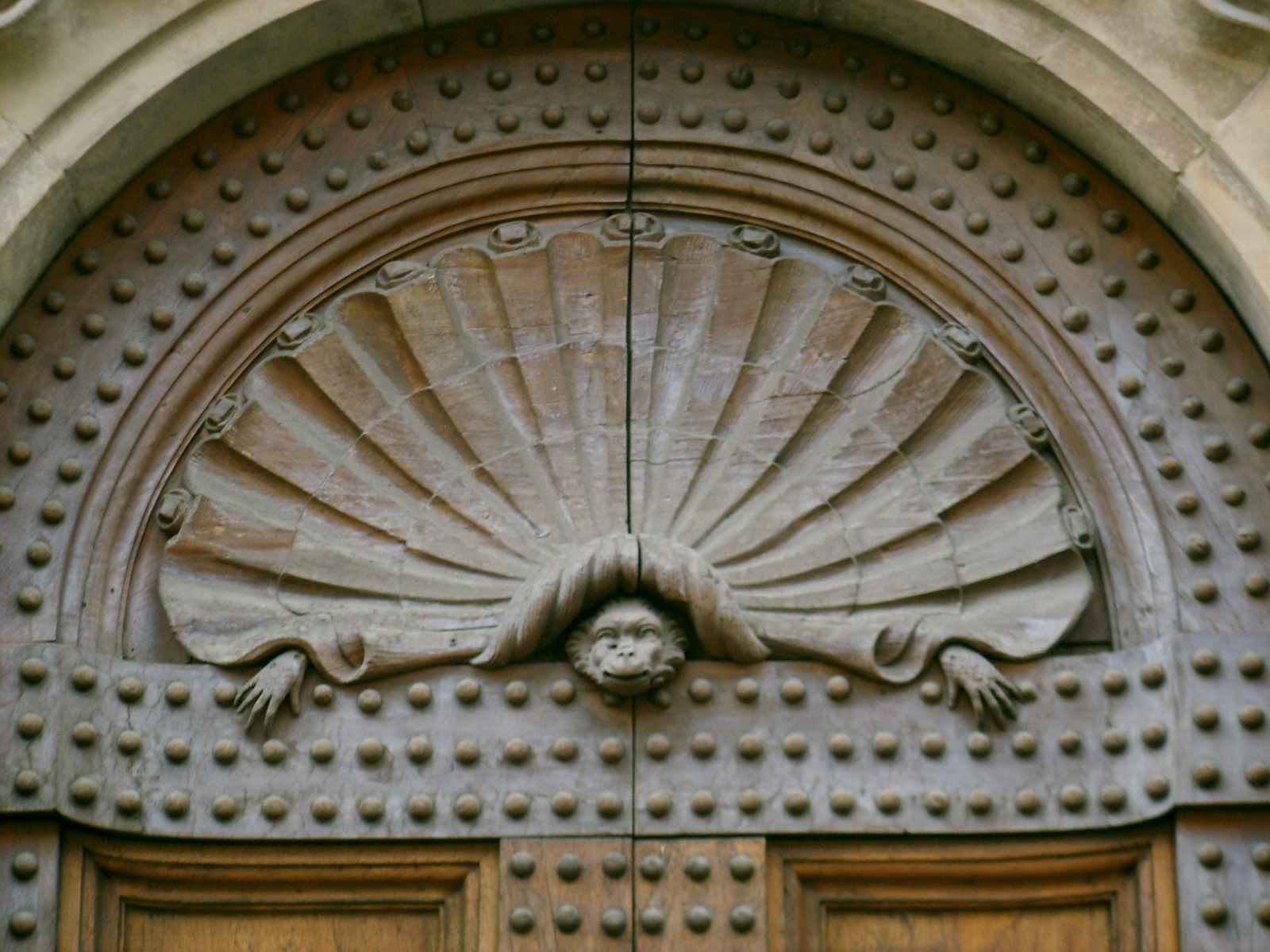

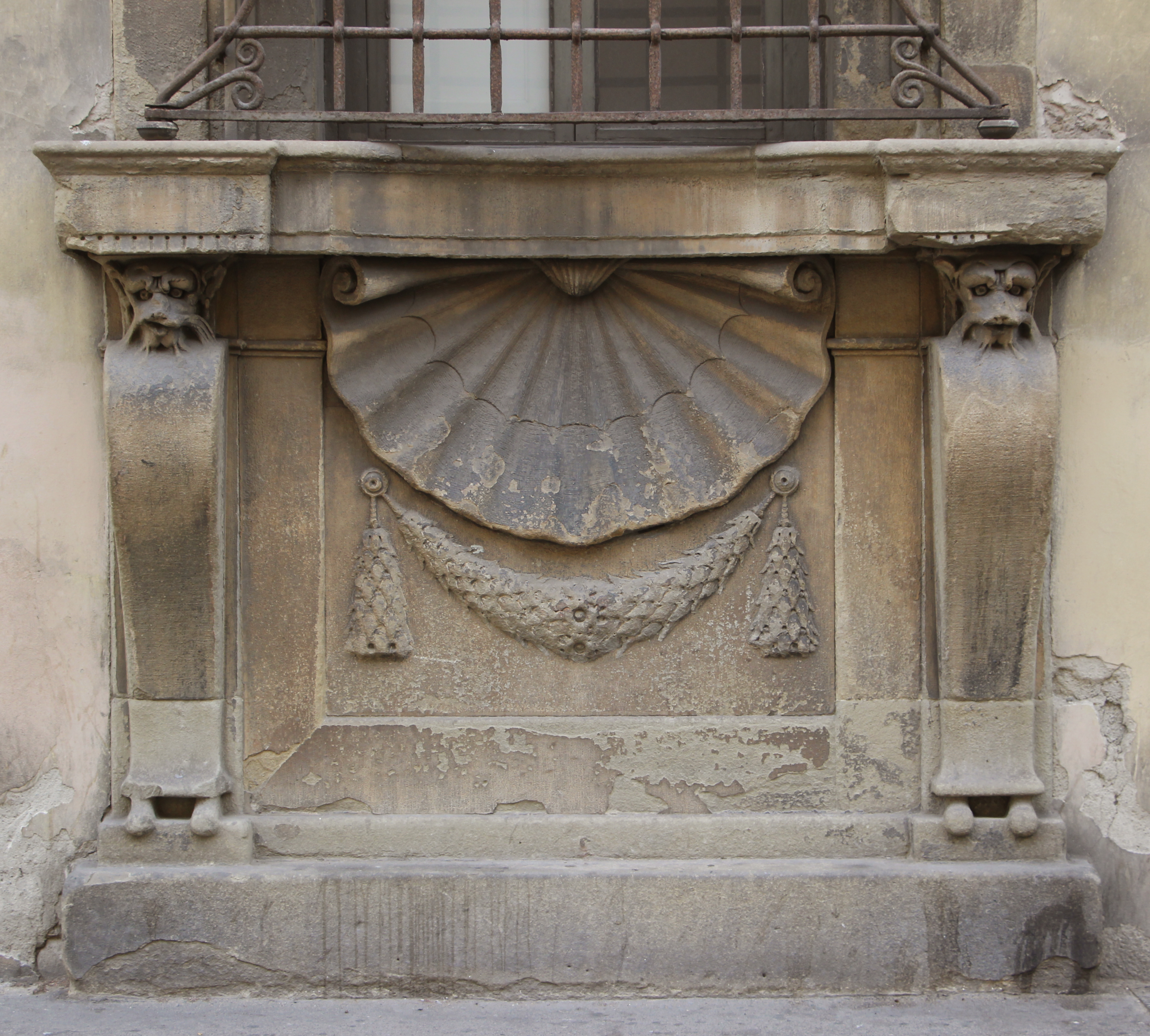

洛伦佐·德·美第奇曾在该建筑开设艺术学院（Accademia degli Orti Medicei）， 乔瓦尼·皮科·德拉·米兰多拉、洛伦佐·德·克雷迪、弗朗切斯科·格拉纳奇和 米开朗基罗都经常光临。当皮耶罗二世·德·美第奇在1494年流亡时，别墅被洗劫一空。
1568-1574年，托斯卡纳大公弗朗切斯科一世·德·美第奇和他的同父异母兄弟安东尼奥·德·美第奇委托贝尔纳多·布翁塔伦蒂将宫殿重建为赌场、城市别墅， 因为它位于圣马可花园。格拉多·席尔瓦尼也可能在设计中发挥了作用。这座宫殿被规划为科学实验的实验室，1588年成为硬石工场艺术品修复研究所（Opificio delle Pietre Dure）的所在地。弗朗切斯科一世去世后，1587年，这座宫殿由安东尼奥继承，安东尼奥于1597年在这里居住，委托詹博洛尼亚的雕塑团队为众多的房间和花园创作了雕塑作品。
宫殿内的湿壁画（1621-1623年），出自阿纳斯塔西奥·丰特布尼、米开朗基罗·辛加内利、法布里齐奥·博希、马特奥·罗塞利、奥塔维奥·瓦尼尼、巴托洛梅奥·萨尔韦斯特里尼、乔瓦尼·巴蒂斯塔·瓦尼、雅科波·康富蒂尼、多梅尼科·普利亚诺尼和雅科波·维尼亚利等艺术家团队之手。菲利波·塔尔基亚尼于1623年用描绘圣若瑟的画作来装饰小堂（1967年修复）。
在宫殿内，安东尼奥创建了一个研究实验室，称为铸造厂（Fonderia)，聚集了对化学和炼金术感兴趣的各种学者。图书馆现在由佛罗伦萨国立中央图书馆主办。
美第奇之后，该建筑曾用于多种用途，包括军营、海关、财政部，最终是上诉法院，直到2012年。
外墙、窗户和门都有古怪的装饰，这是风格主义建筑的一个特征。